# دانشگاه جواهر لعل نهرو
دانشگاه جواهر لعل نهرو یکی از دانشگاه‌های دولتی در دهلی نو است. این دانشگاه در سال ۱۹۶۹ تأسیس شده و رتبه دوم را در میان دانشگاه‌های دولتی هند دارد.